# Руський Вожой
Руський Вожо́й (рос. Русский Вожой) — присілок в Зав'яловському районі Удмуртії, Росія.
Знаходиться на обох берегах річки Вожойка, в місці впадіння в неї лівої притоки Конанка, на північний схід від присілка Ягул. Раніше біля присілка проходила Сокольська вузькоколійна залізниця.

## Населення
Населення — 484 особи (2012; 490 в 2010).
Національний склад станом на 2002 рік:
- росіяни — 72 %

## Історія
До революції присілок входило до складу Сарапульського повіту Вятської губернії. За даними 10-ї ревізії 1859 року присілок мало 52 двори і проживало у ньому 461 особа, працювало 2 млини та 4 кузні. В 1920 році присілок увійшло у Вотську АО і було включене в Ягульську сільраду.

## Урбаноніми[6]
- бульвари — Європейський, Сосновий
- вулиці — Альпійська, Буммашевська, Василькова, Весняна, Вишнева, Віденська, Горобинова, Дачна, Дружби, Жасминова, Квіткова, Кедрова, Лісова, Лісницька, Лучна, Міланська, Миру, Молодіжна, Новобудівельна, Празька, Прохолодна, Свободи, Сонячна, Соснова, Софійська, Ставкова, Східна, Тіниста
- провулки — Ягідний